# Sian Heder
Siân Heder (Cambridge, 23 giugno 1977) è una regista e sceneggiatrice statunitense.
È vincitrice di un Premio BAFTA, del Writers Guild of America Award e di un Premio Oscar nella sezione migliore sceneggiatura non originale per il film CODA - I segni del cuore.

## Biografia
Heder nasce a Cambridge, Massachusetts, il 23 giugno 1977, figlia dell'artista gallese Mags Harries e dell'artista ungherese Lajos Héder. Anche sua sorella, Thyra Heder, è un'artista. Heder si laurea presso la Carnegie Mellon School of Drama.

### Carriera
Dopo la laurea, Heder si trasferisce a Los Angeles per diventare attrice e sceneggiatrice mentre lavora per un'agenzia di babysitter. All'agenzia, ha lavorato per ospiti con bambini che soggiornano in hotel a quattro stelle e le sue esperienze hanno ispirato Mother, suo primo cortometraggio come sceneggiatrice e regista. Mother vince il Gran Premio della Giuria al Florida Film Festival e riceve dei riconoscimenti sia al Concorso Cinéfondation del Festival di Cannes che al Seattle International Film Festival. Il film viene selezionato per apparire in concorso al Palm Springs International Festival of Shorts e al London Film Festival del British Film Institute.
Nel 2010, Heder vince un Peabody Award per il suo lavoro nell'acclamata serie televisiva statunitense, Men of a Certain Age. Nel 2011 scrive e dirige una breve commedia, Dog Eat Dog (A Short Tale) con Zachary Quinto per sensibilizzare sull'adozione di animali domestici. Scrive per le stagioni 1-3 della serie originale Netflix Orange Is the New Black. Scrive e produce le stagioni 1-2 della serie Apple Little America. Nel 2015, Heder dirige Tallulah, con Elliot Page ed Allison Janney. Tallulah è presentato in anteprima al Sundance Film Festival. Il film riceve recensioni positive dalla critica e viene rilasciato su Netflix il 29 luglio 2016. Nel 2021, il film di Heder CODA è presentato in anteprima al Sundance Film Festival. Apple acquisisce i diritti del film per 25 milioni di dollari e viene rilasciato in tutto il mondo su Apple TV+ e nei cinema il 13 agosto 2021. Heder vince l'Oscar alla migliore sceneggiatura non originale ed il BAFTA Award alla migliore sceneggiatura non originale.

### Vita privata
Di origine ungherese, è sposata con l'attore statunitense David Newsom.

## Filmografia

### Regista

#### Cinema
- Tallulah (2016)
- CODA - I segni del cuore (CODA) (2021)

#### Televisione
- The Path  – serie TV, episodio 2x12 (2017)
- GLOW – serie TV, 2 episodi (2017-2018)
- Orange is the New Black – serie TV, episodio 6x08 (2018)
- Little America – serie TV, episodio 1x04 (2020)

#### Cortometraggi
- Mother (2006)
- Dog Eat Dog (2012)

### Sceneggiatrice

#### Cinema
- Tallulah (2016)
- CODA - I segni del cuore (CODA) (2021)

#### Cortometraggi
- Mother (2006)
- Dog Eat Dog (2012)

## Riconoscimenti
- Premio Oscar
  - 2022 – Migliore sceneggiatura non originale per CODA - I segni del cuore[14]
- British Academy Film Awards
  - 2022 – Miglior sceneggiatura non originale per CODA – I segni del cuore[15]